# Varenka, Letîciv
Varenka (în ucraineană Варенка) este un sat în comuna Kozacikî din raionul Letîciv, regiunea Hmelnîțkîi, Ucraina.

## Demografie
Componența lingvistică a localității Varenka
     Ucraineană (98,81%)
     Rusă (1,19%)
Conform recensământului din 2001, majoritatea populației localității Varenka era vorbitoare de ucraineană (98,81%), existând în minoritate și vorbitori de rusă (1,19%).